# Cherbezatina squamulosa
Cherbezatina squamulosa är en skalbaggsart som beskrevs av Marc Lacroix 1993. Cherbezatina squamulosa ingår i släktet Cherbezatina och familjen Melolonthidae. Inga underarter finns listade i Catalogue of Life.